# Гульбіти (Острудський повіт)
Гульбіти (пол. Gulbity, нім. Golbitten) — село в Польщі, у гміні Моронг Острудського повіту Вармінсько-Мазурського воєводства.
Населення — 165 осіб (2011).
У 1975-1998 роках село належало до Ольштинського воєводства.

## Демографія
Демографічна структура станом на 31 березня 2011 року:
|          | Загалом | Допрацездатний вік | Працездатний вік | Постпрацездатний вік |
| -------- | ------- | ------------------ | ---------------- | -------------------- |
| Чоловіки | 88      | 18                 | 66               | 4                    |
| Жінки    | 77      | 22                 | 46               | 9                    |
| Разом    | 165     | 40                 | 112              | 13                   |